# Ветеря 3
Ветеря 3 — деревня в Гдовском районе Псковской области России. Входит в состав Самолвовской волости Гдовского района.
Расположена на юго-западе района, в 13 км к востоку от волостного центра Самолва, в 2 км к востоку от деревни Ремда. Западнее находится деревня Ветеря 1.

## Население
Численность населения деревни на 2000 год составляла 15 человек.

## История
До 2005 года деревня входила в состав ныне упразднённой Ремдовской волости.